# Dialetto tortonese
Il dialetto tortonese è un dialetto non codificato di ceppo gallo-italico, attribuito tradizionalmente alla lingua emiliana
, nonostante una forte prominenza di caratteristiche lombarde (viene infatti altresì classificato come dialetto di crocevia) e la compresenza di elementi piemontesi e liguri, dovuti alla posizione geograficamente mista del Tortonese, ovvero la porzione orientale della provincia di Alessandria confinante con l'Oltrepò pavese (Lombardia), il cui centro principale è la città di Tortona. Dal punto di vista fisico, il tortonese è identificato grossomodo dalle parlate comprese tra il torrente Scrivia e il torrente Staffora.
L'assegnazione all'emiliano si allaccia all'adiacente dialetto oltrepadano, che a sua volta si allaccia al dialetto piacentino: nello stesso tortonese si riscontrano infatti forme e caratteristiche fonetiche comuni alle varianti della provincia di Piacenza. In realtà tutti questi tre dialetti nel contesto emiliano appaiono come molto più lombardi della media emiliana, talvolta per caratteristiche tipologiche come la marca del femminile plurale alla milanese (i donn) od il largo uso di verbi sintagmatici (trà su, fà su, borlà giò).

## Definizione del tortonese
ceppo piemontese
     ceppo ligure
     tortonese

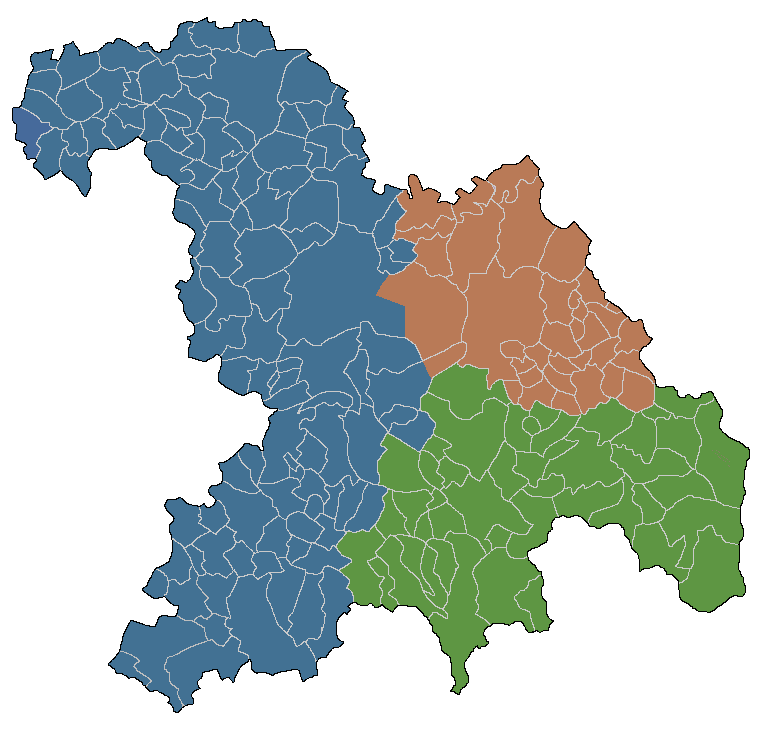
Lingue autoctone della provincia di Alessandria
ceppo piemontese
ceppo ligure
tortonese

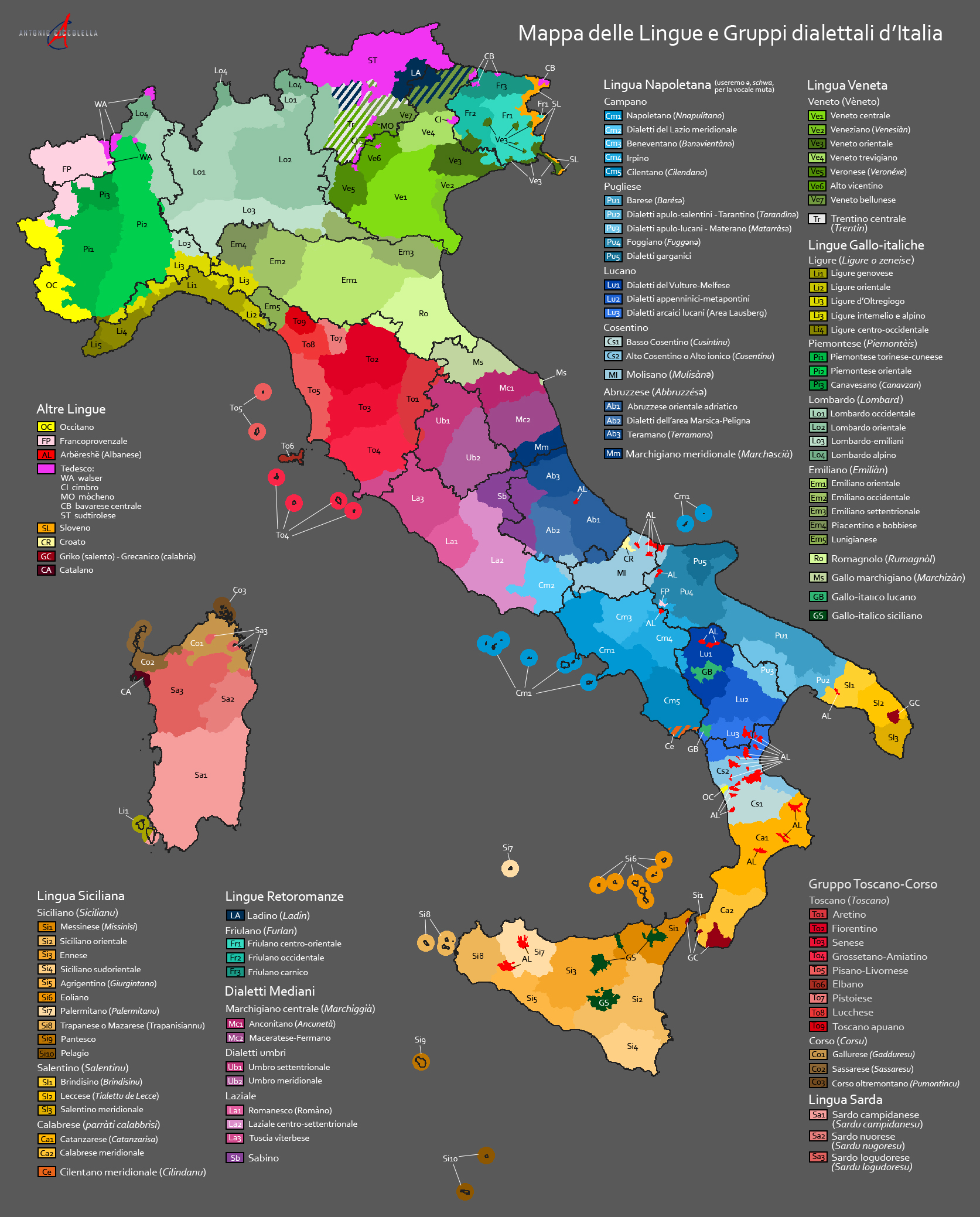
Lingue e dialetti in Italia. Il tortonese rientra nell'area linguistica lombardo-emiliana

Il continuum dialettale emiliano-romagnolo si evidenzia anche in Provincia di Alessandria.
Infatti, fin dal 1853 Bernardino Biondelli in Saggio sui dialetti gallo italici ascriveva al gruppo emiliano le varietà estese lungo il corso del fiume Po, tra il mare Adriatico e Valenza (centro dell'Alessandrino a nord-ovest di Tortona) e comprese entro «una linea trasversale che da Valenza sul Po raggiunge serpeggiando l'Appennino presso Bobbio» (Provincia di Piacenza). Da Biondelli sono appunto denominate «valenzano» le parlate della porzione orientale della provincia di Alessandria, che egli elenca tra le «varietà» del piacentino.
Da studi più recenti di quelli del Biondelli, Valenza è inclusa nell'area basso-monferrina della lingua piemontese, così come Pecetto di Valenza. Sono già considerati tortonesi i comuni di Bassignana, Rivarone e Piòvera.
Parlano dialetti riconducibili all'alessandrino urbano Montecastello, Pietra Marazzi, Frugarolo, Bosco Marengo e la frazione di Spinetta Marengo. I tratti piemontesi si estinguono rapidamente già nelle frazioni di Mandrogne e Castelceriolo sotto il comune di Alessandria, che sono quindi tortonesi.
Pozzolo Formigaro parla un dialetto ligure d'oltregiogo collegato a quello di Novi. Nell'alta Val Curone (da San Sebastiano Curone e Fabbrica Curone in poi) viene parlato un dialetto ligure, molto simile a quello della Val Borbera. Un dialetto ligure è anche quello parlato a Garbagna, nella parte più alta della Val Grue.
I confini così come descritti derivano da valutazioni ponderate sulle numerose isoglosse che passano tra le parlate della zona, ma è necessario considerare che le parlate dello stesso ceppo presentano di rado divisioni nette e i passaggi avvengono gradualmente. Per questa ragione gli studiosi individuano nell'area orientale della Provincia di Alessandria varietà di transizione tra emiliano e lombardo di incerta classificazione.

## Affinità con il dialetto oltrepadano
Considerando tutte le varie influenze presenti nel dialetto tortonese e i dialetti delle aree circostanti, la maggior affinità linguistica risulta evidente con il vicino dialetto oltrepadano.
Il dialetto dell'Oltrepò Pavese, ovvero la zona della Lombardia immediatamente a est del Tortonese e a sud del Po che ha come centro principale la città di Voghera,
è anch'esso classificato come facente parte del gruppo emiliano e, come il tortonese, caratterizzato da una forte influenza lombarda, elementi di contatto con il piemontese e, nei comuni più meridionali, influssi liguri.
I territori dell'Oltrepò Pavese e del Tortonese hanno avuto evoluzioni simili, dovute alla prossimità geografica e ai vari avvenimenti storici dell'area, in particolare i rapporti con Milano, del cui Ducato hanno fatto parte per quasi 400 anni.
Fino all'inizio del '900, le somiglianze tra i dialetti tortonese e oltrepadano erano molto più marcate rispetto ai giorni nostri, tanto che diversi elementi chiave del dialetto di Voghera del secolo scorso sono rimasti invariati nel dialetto tortonese.
| milanese  | vogherese moderno | vogherese del novecento | tortonese |
| vèss      | vèss              | èss                     | èss       |
| hinn      | i henn            | i son                   | i son     |
| vöna/vüna | vöna/vüna         | öna                     | öna       |
| vot       | vot               | ot                      | ot        |

Altro elemento di recente distacco dal dialetto tortonese è la perdita del rotacismo nella formazione degli articoli determinativi.
|             | milanese | vogherese moderno | vogherese del novecento | tortonese |
| sing. mas'c | el       | al                | ar                      | ar        |
| sing. fem.  | la       | la                | ra                      | ra        |
| pl. fem     | i        | i                 | i                       | i         |

Questi mutamenti fonetici nell'oltrepadano sono in parte dovuti all'influenza del dialetto pavese, il quale negli ultimi decenni a sua volta ha subito una sempre maggiore influenza lessicale dal vicino e prestigioso dialetto milanese.

## Caratteristiche
Tra le caratteristiche più rilevanti, confrontando il tortonese con le varietà lombardo occidentali ed emiliano occidentali si riscontra che:
- Le vocali nasali perdono la N finale e formano un dittongo:
  - milanese. murun ma tort. muróu
  - mil., pavese e piacentino man ma tort. móu
  - mil. vin ma tort. véi come nel pav. rustico e nel piac. vëin (con -n usata solo per convenzione grafica)
  - mil. cumün ma tort. cumöi come nel piacentino cumoin (con -n usata solo per convenzione grafica)
  - mil. Bregnan ma tort. Bërgnàu.
- È molto comune il rotacismo:
  - mil de la ma tor. dra come in alta Val Staffora (il vogherese, parlato da Godiasco in poi verso nord, non ha invece rotacismo[15]) e bobbiese dra
  - mil. la ma tort. rä come alessandrino, varzese e bobb. ra
  - mil. el ma tort. är come varzese e bobb. ar.
- È presente la scevà (ə), trascritta solitamente come Ë. Presente anche in piacentino, bobbiese, pavese, oltrepadano, in alcune varietà mantovane e in piemontese (nota anche come terza vocale piemontese):
  - mil. stela ma tort. stëlä come piac. stëla.
  - mil. met ma tor. mët come in piac. e oltrepadano (talvolta non vi è distinzione con la vocale posteriore semiaperta non arrotondata ʌ: mät).
- Le A atoniche e nasali assumono un suono quasi neutro (ʌ) come in oltrep., pav. bobb. e piac. (tale fono è indicato come Ä) 
  - mil. Nadal ma tor. Nädal.
- Come nel dialetto lomellino mancano i fonemi [ts] e [dz].
- I verbi della II coniugazione hanno gli infiniti con la I:
  - mil. avègh ma tort. ävìgh come piac. avigh
  - mil. vurè ma tort. vurì come piac. vurì
- Come nel piemontese sud-orientale e nel bobbiese, il pronome della III persona singolare maschile è U; è tuttavia LA per il femminile:
  - mil. el ved ma tort. U vëdä
  - mil. la ved ma tort. U vëdä.
- La II coniugazione si unisce alla IV:
  - mil. piasè ma tort. piäsì.
- I verbi possono avere terminazioni tipiche del piemontese:
  - mil. nüm andem ma tort. nüatär a 'ndumä come nel piem. nui i anduma
- Presenza di particella tra pronome e verbo (clitico soggetto):[16][17]
  - mil. mì gh'hoo ma tort. mì a gh'hö come piac. me/mi a g'ho e piem. mì j'hö.

## I verbi

### Verbo essere
- Indicativo presente: mì a sóu/són, tì t'è, lü l'è, nüatär a sumä, vüatär a sì, lur i són/sóu.
- Indicativo imperfetto: mì a erä/serä, tì t'er, lü l'erä/er, nüatär a ermä/sermä, vüatär ervi, lur i erän.
- Indicativo futuro: mì a särö, tì tä särè, lü u särà, nüatär a särumä, vüatär a sarì, lur i säróu/särón.
- Congiuntivo presente: che mì a siä, che tì tä siä, che lü u siä, che nüatär a siäm/simä, che vüatär a sii/siuv, che lur i siän.
- Congiuntivo imperfetto: che mì a fiss, che tì tä fiss, che lü u fissä, che nüatär a fissmä, che vüatär a fissi, che lur i fissän.
- Condizionale presente: mì a särissi, tì tä säriss, lü u särissä, nüatär a särissmä, vüatär a särissi, lur i särissän.
- Gerundio presente: sendä/sindä.
- Participio passato: stat.
- Infinito presente: vess/ess.

#### Forma interrogativa
- A sóu/són?
- Èt?
- Èl?
- Sumän?
- Siv?
- Són?

### Verbo avere
- Indicativo presente: mì a gh'hö, tì tä gh'è, lü u gh'ha, nüatär a gh'uma, vüatär a gh'ii, lur i gh'hóu/hón.
- Indicativo imperfetto: mì a gh'ävivä/ivä, tì tä gh'äviv/iv, lü u gh'ävivä/ivä/avä, nüatär a gh'ävivmä/äviumä/iväm, vüatär a gh'ävivi/ivi, lur i gh'ävivän/ivän/avän.
- Indicativo futuro: mì a gh'ävrö, tì tä gh'ävrè, lü u gh'ävrà, nüatär a gh'ävrumä, vüatär a gh'ävrì, lur i gh'ävróu/ävrón.
- Congiuntivo presente: che mì a gh'abiä, che tì tä gh'abi, che lü u gh'abiä, che nüatär a gh'abiäm, che vüatär a gh'abi, che lur i gh'abiän.
- Congiuntivo imperfetto: che mì a gh'iss/äviss, che tì tä gh'iss/äviss, che lü u gh'issä/ävissä, che nüatär a gh'issäm/issmä/ävissmä, che vüatär a gh'issi/ävissi, che lur i gh'issän/ävissän.
- Condizionale presente: mì a gh'ävriss, tì tä gh'ävrè, lü u gh'ävrissä, nüatär a gh'ävrissäm, vüatär a gh'ävrissi, lur i gh'ävrissän.
- Gerundio presente: ävindä.
- Participio passato: ävüü.
- Infinito presente: ävìgh.

### Verbo andare
- Indicativo presente: mì a vagh, tì ta vè, lü u va, nüatär a vam/anduma, vüatar a 'ndè, lur i vóu/vón.
- Indicativo imperfetto: mì a 'ndava, tì t'andav, lü u 'ndava, nüatär a 'ndavma/andàvuma, vüatar a 'ndavi, lur i 'ndavan.
- Indicativo futuro: mì a 'ndrö/andarö, tì t'andrè/andarè, lü u 'ndarà, nüatär a 'ndruma/andaruma, vüatar a 'ndarì, lur i 'ndrón.
- Congiuntivo presente: che mì a vaga, che tì ta vagh, che lü u vaga, che nüatär a vagam, che vüatar a vaghi, che lur i vagan.
- Congiuntivo imperfetto: che mì a 'ndass, che tì t'andass, che lü u 'ndassa, che nüatär a 'ndassam/andassma, che vüatar a 'ndassi, che lur i 'ndassan.
- Condizionale presente: mì a 'ndriss, tì t'andriss, lü u 'ndriss/andrissa, nüatär a 'ndrissma, vüatar a 'ndarissi, lur i 'ndróu/andrón.
- Gerundio presente: andanda.
- Participio passato: andat.
- Infinito presente: andà.

### Verbo fare
- Indicativo presente: mì a fas, tì ta fè, lü u fa, nüatär a fam/fuma, vüatar a fè, lur i fóu/fón.
- Indicativo imperfetto: mì a fava, tì ta fav, lü u fava, nüatär a favma/fàvuma, vüatar a favi, lur i favan.
- Indicativo futuro: mì a farö, tì ta farè, lü u farà, nüatär a faruma, vüatar a farì, lur i faróu/farón.
- Congiuntivo presente: che mì a fagh/fas, che tì ta fagh/fas, che lü u faga/fas, che nüatär fagam/fassam, che vüatar fè, che lur i fagan/fassan.
- Congiuntivo imperfetto: che mì fass, che tì ta fass, che lü u fassa, che nüatär a fassam/fassma, che vüatar a fassi, che lur i fassan.
- Condizionale presente: mì a fariss, tì ta fariss, lü u fariss/farissa, nüatär farissam/farissma, vüatar farissi, lur i farissan.
- Gerundio presente: fanda.
- Participio passato: fat.
- Infinito presente: fà.

#### Forma interrogativa
- Fagan/fassan?
- Fèt?
- Fal?
- Faman/fuman?
- Fèv?
- Fóu/fón?

#### Forme ariose
- tì ta fè <= tì ta fauv.
- Indicativo imperfetto: mì a fasiva, tì ta fasiv, lü u fasiva, nüatär a fasivma, vüatar a fasivi, lur i fasivan.
- Congiuntivo imperfetto: mì a fasiss, tì ta fasiss, lü u fasissa, nüatär a fasissma/fasissam, vüatar a fasissi, lur i fasissan.
- Gerundio presente: fasinda.

### I coniugazione
- Indicativo presente: mì a cant, tì ta cant, lü u canta, nüatär a cantam/cantuma, vüatar a cantè, lur i cantan.
- Indicativo imperfetto: mì a cantava, tì ta cantav, lü u cantava, nüatär a cantavma/cantàvuma, vüatar a cantavi, lur i cantavan.
- Indicativo futuro: mì a cantarö, tì ta cantarè, lü u cantarà, nüatär a cantaruma, vüatar a cantarì/cantarè, lur i cantaróu/cantarón.
- Congiuntivo presente: che mì a canta, che tì ta cant, che lü u canta, che nüatär a cantam/cantma, che vüatar cantè, che lur i cantan.
- Congiuntivo imperfetto: che mì a cantass, che tì ta cantass, che lü u cantassa, che nüatär a cantassam/cantassma, che vüatar a cantassi, che lur i cantassan.
- Condizionale presente: mì cantariss, tì ta cantarè, lü u cantariss, nüatär a cantarissam/cantarissma, vüatar a cantarissi/cantarè, lur i cantarissan.
- Gerundio passato: cantanda.
- Participio passato: cantà.
- Infinito presente: cantà.

### II (e III) coniugazione
- Indicativo presente: mì a pias, tì ta pias, lü u piasa, nüatär a piasam/piasuma, vüatar a piasì, lur i piasan.
- Indicativo imperfetto: mì a piasiva, tì ta piasiv, lü u piasiva, nüatär a piasivma/piasìvuma, vüatar a piasivi, lur i piasivan.
- Indicativo futuro: mì a piasarö, tì ta piasarè, lü u piasarà, nüatär a piasaruma, vüatar a piasarì, lur i piasaróu/piasarón.
- Congiuntivo presente: che mì a pias, che tì ta pias, che lü u piasa, che nüatär a piasam/piasuma, che vüatar piasì, che lur i piasan.
- Congiuntivo imperfetto: che mì a piasiss, che tì ta piasiss, che lü u piasissa, che nüatär a piasissam/piasissma, che vüatar a piasissi, che lur i piasissan.
- Condizionale presente: mì a piasariss, tì ta piasarè, lü u piasariss, nüatär piasarissam/piasarissma, vüatar a piasarissi, lur i piasarissan.
- Gerundio presente: piasinda/piasenda.
- Participio passato: piasü.
- Infinito presente: piasì.

#### IV coniugazione
- Indicativo presente: mì a finiss/fniss, tì ta finiss/fniss, lü u finissa/fnissa, nüatär a finissam/finissma/fnissma, vüatar a finì/fnì, lur i finissan/fnissan.
- Indicativo imperfetto: mì a finiva/fniva, tì ta finiv/fniv, lü u finiva/fniva, nüatär a finivma/finìvuma/fnivma, vüatar a finivi/fnivi, lur i finivan/fnivan.
- Indicativo futuro: mì a finirö/fnirö, tì ta finirè/fnirè, lü u finirà/fnirà, nüatär a finiruma/fniruma, vüatar a finirì/fnirè, lur i finiróu/finirón/fnirón.
- Cungiuntivo presente: che mì a finisca/fnisca, che tì ta finiss/fniss, che lü u finisca/fnisca, che nüatär a finissam/finissma/fnissma, che vüatar a finissi/fni, che lur i finissan/fnissna.
- Congiuntivo imperfetto: che mì a finiss/fnissa, che tì ta finissi/fnissi, che lü u finissa/fnissa, che nüatär a finissam/finissma/fnissam, che vüatar a finissi/fnissi, che lur i finissan/fnissan.
- Condizionale presente: mì a finiriss/fnirissa, tì ta finiriss/fniriss, lü u finiriss/fnirissa, nüatär a finirissam/fnirissam, vüatar a finirissi/fnirissi, lur i finirissan/fnirissan.
- Gerundio presente: fininda/finenda/fnenda.
- Participio passato: finì/fnì.
- Infinito presente: finì.

### III coniugaziune
- Indicativo presente: mì a cur, tì ta cur, lü a cura, nüatär a cùram/curma, vüatar a curì, lur i curan.
- Indicativo imperfetto: mì a curiva, tì ta curiv, lü u curiva, nüatär a curivma/curìvuma, vüatar a curivi, lur i curivan.
- Indicativo futuro: mì a curərö, tì ta curərè, lü u curarà, nüatär a curaruma, vüatar a curərì, lur i curaróu/curarón.
- Congiuntivo presente: che mì cura, che tì ta cur, che lü u cura, che nüatär cùram/curma, che vüatar curì, che lur i curan.
- Congiuntivo imperfetto: che mì a curiss, che tì ta curiss, che lü u curissa, che nüatär a curissam/curissma, che vüatar curissi, che lur i curissan.
- Condizionale presente: mì a curariss, tì ta curarè/curariss, lü u curariss/curarissa, nüatär a curarissam/curarissma, vüatar curarissi, lur i curaróu/curarón.
- Gerundio presente: curinda.
- Participio passato: curs.
- Infinito presente: cur.

## Esempi di dialetto tortonese

### La parabula del Fiö Trasun (dialetto di Isola Sant'Antonio)
Ä gh'erä una vòtä in un cit päis un om che u gh'evä dü fiö.

Un dì är püssé giun di dü frädé l'è ändai dä só padär e u gh'ha dicc: "Päpà, ä vöj ävé tüt cul ch'um tucä! Dem cul che l'è är mè!"

Är vegg, ch'u vurivä täntä bé (forse äncä trop) äi só fiö, l'ha facc cul che cust u 'gh ciämav'ä lü.

Pochi dì dopu, cul giuvnot, l'ha ciäpà sü tüt i sò sod e u 's n'è ändacc. Änt unä cità luntänä l'ha vivü älegrament inciucändäs insemä ä di só ämis e bäländä cun i scärmass.

Äcsì, in poch esmänn, l'è spes tüt i sod, e lü l'è rästà sensä nient.

Csè ch'u duvivä fà? 'Me ch'u särissä scampà? Ändè che gh'avrissä truvà un toch äd pän?

Ä la fèn l'è andacc dä 'n cuntädèn e u gh'ha ciämà: "Äviv däbsogn d'un servitur?"

"Sì", u gh'ha rispondü 'r cuntädèn, "ma cmè ta sè cust ann ä gh'umä 'vü la brènä, tropä aquä e pär gióntä lä timpestä. Ä podäró dàt ämmà 'n pó 'd pän e nient atär.

"Ä gh'è nò däbsogn che äm dee atär, bastä che mì ä mörä nò!"

"Tüt i dì t'ändrè 'nt är mè cämp e 'n cul prà ä päsculà i mè pursé e i mè böcc. Èt cuntènt?"

E 'r puvrass l'ha purtaa är päscul är bestiam du sò pädró, trì, cèn', des, vènt, tänti vòlt.

Mä quänd che lü u värghevä un pursé grass, che u mängiav'i giändä, u zevä trä lü: "Povrä mì! S'a füssä rästaa ä cà, quäntä méj ä särissä stacc! 'Mä ch'l'erä bel dä mè päpà! Invece ädess stoo mälissim!"

E pär nò murì u mangiavä erbä e rädis, e u piänzivä: "Almeno pudissä turnà däi mè!"

E piänz'incö, e piänzä dumän, u n'in pudivä piü; la fam e i dulur a 'l favän smägrì semper püssé.

Insì, dopu 'nä para 'd mes, anca se la cà 'd só padär u l'erä täntä luntà, l'ha pinsaa 'd turnà indrerä.

Dop ävé cäminaa diversi dì e diversi nöcc, l'è rivaa in pé disculs e strässaa 'nt är päis ändè ch'a stavän i só.

Qänd só päpà l'ha vüst gnì ävänti, ädasi ädasi, räsent la busslä dlä curt, cui ögg bass, l'ha criaa dlä cuntintessä, u gh'ha curs incunträ e u l'ha bäsaa 'ns la frunt, in faciä, äns la bucä.

"Nò, padär mè! Basäm nò! A son stai trop cätiv, i mè pcà ä son trop gross, ä son piü degn dä ess är vostär fiö!"

Mä 'r pädró l'ha ciäma ses serv e u 'gh disä: "Portee qui är vistii püssè bel che mì ä gh'abiä e mätìgäl ädoss; poi mätìgh un äné änt u did, e i scarp ai pé; vüatär, tiree sü 'd l'aquä, vischee 'r fögh e mässee 'r vidé püssè bel, pärchè a vöj che tüti a fajan festä.

Guardé: äst mè fiö l'erä pers e 'dess l'è stai truaa äd növ!"

E pö s'è giraa inver är fiö: "Andum", u gh'ha dicc, e l'è entraa sübit in cà cun u giunot, är quäl u tigniva cun tüt dü i män lä snisträ där padär.

E tüt u dì u s'è mängiaa, u s'è bivüü täntä vèn e ä 's son cäntaa bei cänsó.

### I mesi dell'anno
1. Genàr
2. Febràr
3. Mars
4. Äprìl
5. Magg
6. Giöi
7. Löj
8. Ägust
9. Setémbär
10. Utùbär
11. Nuvémbär
12. Dicémbär

### I numeri
1. Jöi
2. Düü
3. Trii
4. Quatär
5. Cencu
6. Ses
7. Set
8. Ot
9. Növ
10. Des

### I giorni della settimana
1. Lünedì
2. Märtedì
3. Märculdì/märcurdì
4. Giuedì
5. Venardì
6. Sabät
7. Duminicä

### Proverbi
- Genàr u fa i pont, febrar u i ronta.
- Ä Cärvà u 's märidä tüti i rutämà.
- Mars, märsot, tänt l'è u dì 'me rä nöt.
- Mars märsóu, trii cätiv e jöi bóu.
- Är prim äd mars, u 's va scals.
- Pasquä dai öv, u 's märidä i bei fiöi.
- U 'n gh'è ävrì ch'l'abiä nò spighì.
- Magg: festä, fiur e fam.
- Quänd che magg u fa l'urtlóu, täntä pajä e poch gróu.
- Löj pultróu, u portä süch e amlóu.
- Rä rusà d'ägust a impinsä 'r but.
- L'aquä d'ägust a rinfrëscä u tusch.
- Setembär sitimbréi, tra sü l'üvä e cavä 'r véi.
- Utubär cucubär, l'è 'r mes ch'i scavn'i rugär.
- Nuvembär nuvimbréi, l'è 'r mes ch'i cavn'är véi.
- Nädal cui tò, Cärvà cui mat.
- U var püssè un po' d'aquä a rä sò stägióu che rä cärossä 'd Näpulióu.
- Trè donn e 'na pügnatä i fón un märcà.
- Cartä cäntä, vilóu parlä.
- Gnentä l'è bóu pär i ögg.
- Märidàss l'è un'urä, ma guai se l'è dürä.
- Är märidà l'è 'nä nöt, ma l'è 'nä longä cändilä.
- Indè ch'u 'gh n'è, u Signur u 'gh n'in mändä.
- Diu u i fa e pö i cumpagnä: un mäcäróu e 'nä läsagnä.